# میدان یخچالی پاتاگونیای جنوبی
میدان یخچالی پاتاگونیای جنوبی ([Hielo Continental or Campo de Hielo Sur] Error: {{Lang-xx}}: متن دارای نشانه‌گذاری ایتالیک است (راهنما)) در جنوب کوه‌های آند پاتاگونیا و میان آرژانتین و شیلی قرار دارد. این میدان یخچالی دومین میدان یخی وسیع پیوسته در خارج از مناطق قطبی زمین است و از دو بخش باقی‌مانده یخسار پاتاگونیا که تمام بخش‌های جنوبی شیلی را در آخرین عصر یخبندان پوشانیده بود، بزرگ‌تر است.